# ヤンキー
ヤンキー（英: Yankee、英語発音: [ˈjæŋki]〈ヤンキ〉） は、アメリカ合衆国北東部に住む白人に対する俗称である。アメリカ国外においては南部を含むアメリカ人全体に対する俗称、または蔑称。
中南米のスペイン語圏では「Yanqui」と綴る。

## 概要
元々は、コネチカット州に住むイギリス系移民が、南西隣のニューアムステルダム（後のニューヨーク）に住むオランダ系移民を呼んだあだ名、Jan Kees（ヤン・キース）に由来するという説と、その逆という説がある。Jan Kees（ヤン・キース）を英語に直訳すると「John Cheese」（ジョン・チーズ）になるが、イギリス系移民は「Kees」の「-s」を複数形と誤解し、英語においては「Yankee」を単数形、「Yankees」を複数形とした。ただし、これ以外にもヤンキーの由来や語源は諸説あり、はっきりと断定できない（インディアン語での「卑怯者」など）。
なお、「John」や「Jan」や「Jon」は、英語やフランス語などの西欧語圏、もしくはキリスト教圏では典型的な男性名である。また、これらと「チーズ」を重ねる理由は不明だが、ニューアムステルダムが港湾都市としてやや都市化していたのに対し、コネチカットの入植地は農業（酪農など）が主要産業だったことや、当時のオランダとイギリスの間の国際関係も下地にあると考えられる（日本人をスキヤキ野郎や寿司太郎と呼ぶのに近い）。
南北戦争時代には、南部（ディキシー）に住む人間から見た北部人に対する蔑称にもなった。 逆に南部人に対する蔑称はレッドネックもしくはレベル（英: rebel、アメリカ合衆国から独立を企てた謀反人や反逆者の意味で「reb」〈レベ〉と略されることもある）であり、北部諸州をヤンキーランド）、南部諸州はディキシーランドと呼ばれる。
また、わかりやすい俗語として「失敗する、たぶらかす」という意味で使われていた時代もあった。

## 現在
現在では、狭義にはニューヨーク州を含め、その北東側に位置するニューイングランド地方（旧13植民地を構成するメイン州、ニューハンプシャー州、バーモント州、マサチューセッツ州、ロードアイランド州、コネチカット州）の住民を指す。また、米国北東部においてはヤンキーの語が地域の誇りやプライドとして認識がされており、少なくとも諸外国においてしばしば見られる蔑称であるとの認識はない。
アメリカ南部、特にサウスカロライナ州、ジョージア州、アラバマ州、ミシシッピ州、ルイジアナ州などのディープ・サウスと呼ばれる地域、それと合衆国からの独立意識が高いテキサス州などの保守的な場所では、今でも北部住民に対する蔑称として「ヤンキー」を使用することもあり、特に過激なテキサス人の一部は、冗談交じりで「レッド川（テキサス州と北隣りのオクラホマ州を分かつ川）より北に住む連中は全員ヤンキーだ!」と豪語し、同じ南部諸州に属していたオクラホマ州やアーカンソー州を切り捨てるほど、東部（北部）に対する対抗意識と優越感、ひいては劣後感が激しい。
アメリカ以外では、アメリカと経済格差がある国々、特に非白人がマジョリティの国々では、現在もアメリカ人、特にヨーロッパ系アメリカ人（WASPなど）に対する蔑称として使われるケースも多い。日本でも、第二次世界大戦中は国内向けの政府系広報に「洋鬼」で「ヤンキー」と読む記述が残る。また、後に「ヤンキー・ゴー・ホーム」というように、米軍基地反対運動などで使用されている。一方、父島では、かつて欧米系島民が多く住んでいた小笠原村奥村集落を「ヤンキータウン」と呼んでいた。
ラテンアメリカ諸国では、蔑称として使用される。メキシコや中米では「グリンゴ（gringo）」もヤンキーとほぼ同様の意味である（ただし、グリンゴの場合は「よそもの」を意味しており、カナダを含む北米の白人を指す場合が多い）。1980年代にアメリカ合衆国のレーガン政権に支援された、反政府ゲリラコントラの攻撃を受けていたニカラグアのサンディニスタ民族解放戦線 (FSLN) の党歌「サンディニスタ賛歌」には、「人類の敵、ヤンキー」という部分がある。
ベトナム戦争の際、ベトナム民主共和国は、北爆を行っていたアメリカ空軍を「ヤンキーの空中海賊」と呼んでいた。
北朝鮮などでは、「アメリカ人」全体への蔑称として「ヤンキー」を用いている。

## その他
- 「Y」を正確に伝達するための、国際的な頭文字の規則の通称（通話表・NATOフォネティックコード）